# Formentera del Segura
Formentera del Segura ist eine spanische Gemeinde (municipio) in der Provinz Alicante mit einer Bevölkerung von 4.749 Einwohnern (Stand: 2024). 

## Lage
Formentera del Segura liegt etwa 29 Kilometer südsüdwestlich von Alicante und etwa 30 Kilometer ostnordöstlich von Murcia. Das Mittelmeer liegt in etwa acht Kilometern östlicher Richtung. Der Río Segura begrenzt die Gemeinde im Süden.

## Geschichte

### Bevölkerungsentwicklung
| Jahr      | 1970 | 1981 | 1991 | 2001 | 2011 | 2021 |
| Einwohner | 1888 | 1862 | 2028 | 2176 | 4389 | 4337 |

## Sehenswürdigkeiten
- Kirche Mariä Lichtmess (Iglesia de la Purísima Concepción), 1840 erbaut
- Rathaus

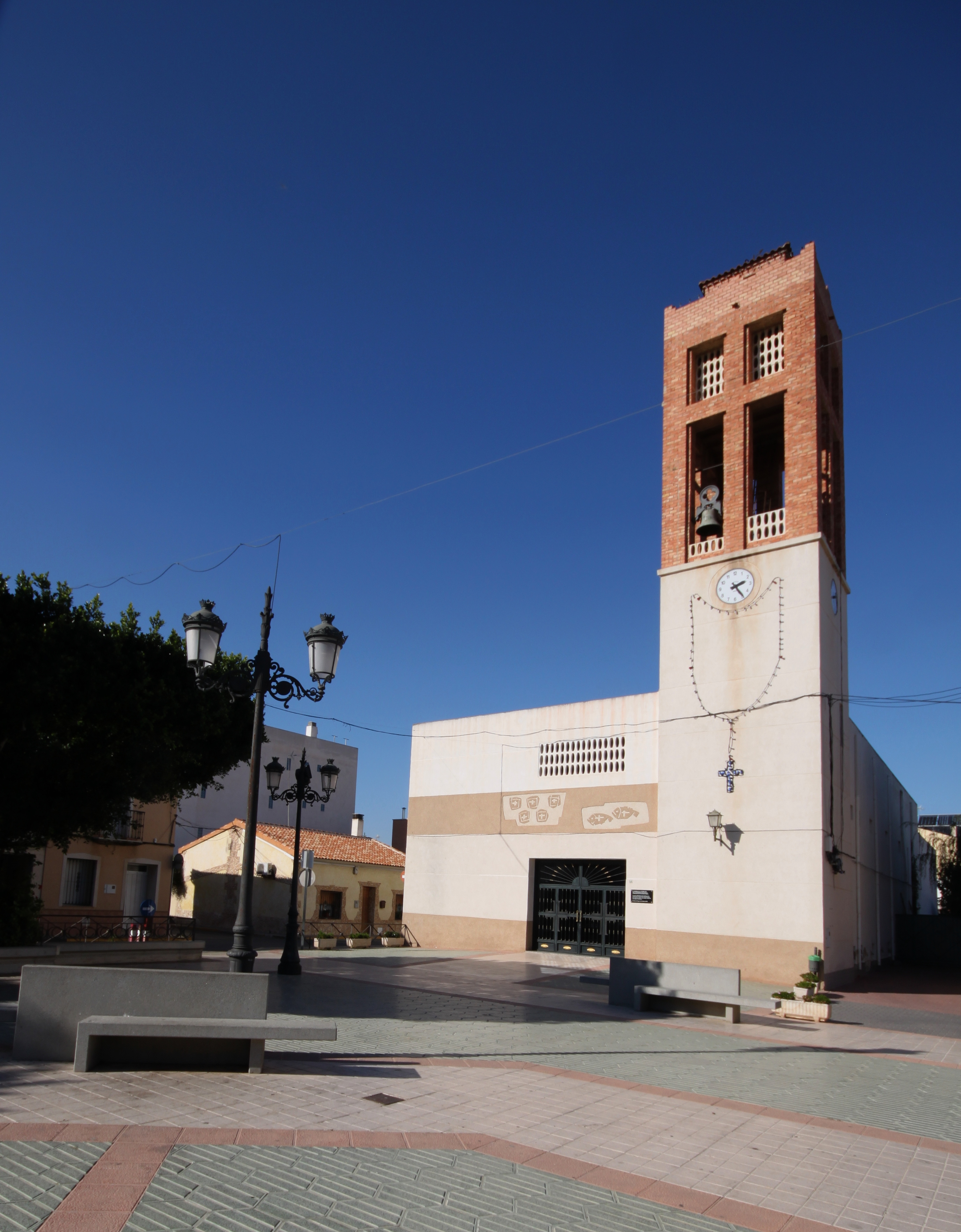
Kirche Mariä Lichtmess
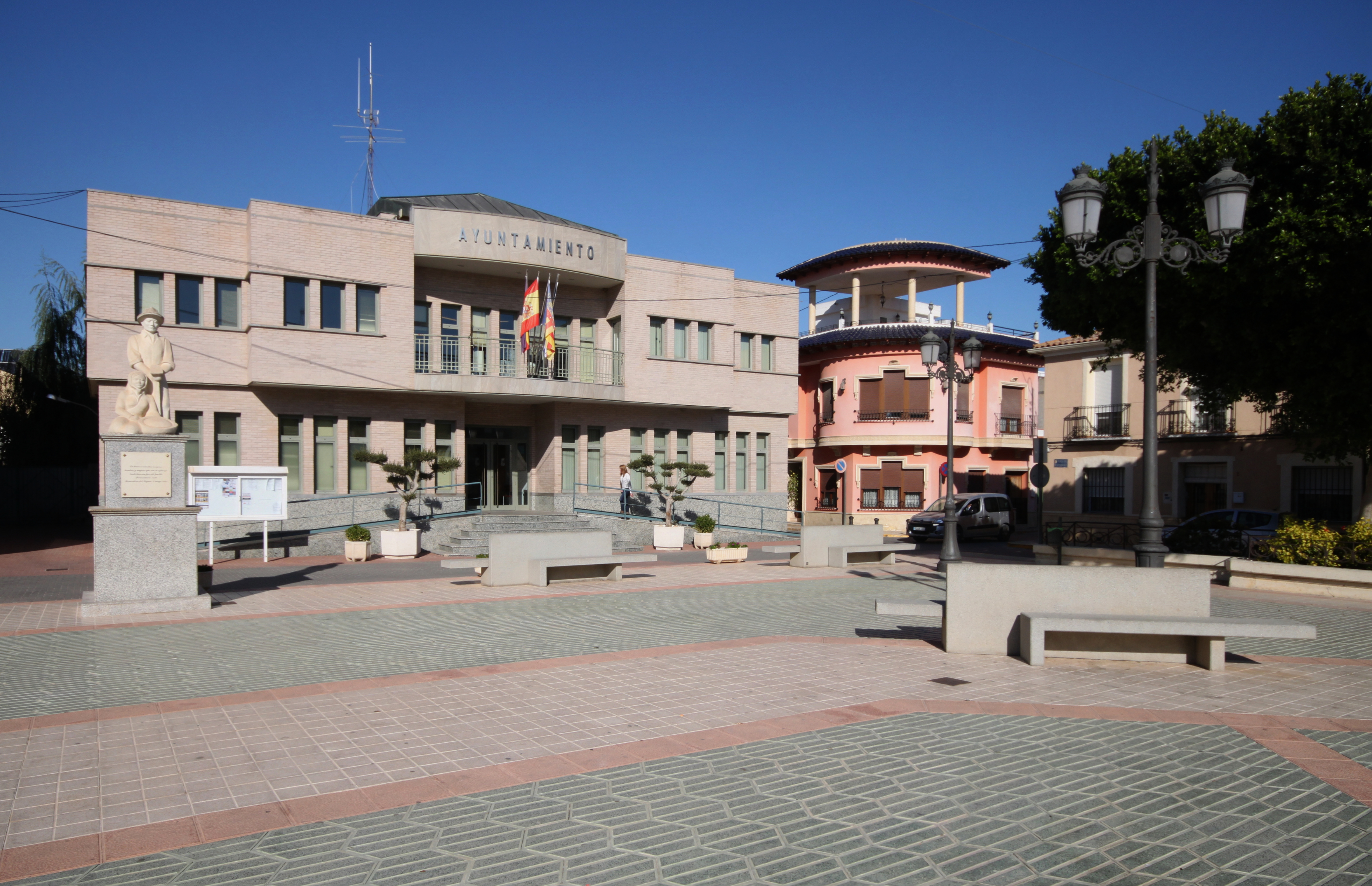
Rathaus